# Piaseczno (powiat bartoszycki)
Piaseczno (do 1945 r. niem. Sieslack) – wieś w Polsce położona w województwie warmińsko-mazurskim, w powiecie bartoszyckim, w gminie Górowo Iławeckie. W latach 1975–1998 miejscowość położona była w województwie olsztyńskim.
Przez miejscowość przepływa rzeka Elma, lewy dopływ Łyny.

## Historia
Wieś wymieniana w dokumentach już w 1288 r. Wtedy nosiła nazwę Sixdelauken.
W 1889 r. Piaseczno było majątkiem szlacheckim, który wraz z folwarkami Bądzie, Lisiak i Młyńsko obejmował 1135 ha. W tym czasie majątek ten należał do rodziny von Hatten (polska szlachta, dawniej używająca nazwiska Hatten-Hatyńscy).
W 1935 r. w tutejszej szkole zatrudniony był jeden nauczyciel a uczyło się 70 dzieci. W 1939 r. we wsi mieszkało 370 osób.
W 1978 r. we wsi było 12 indywidualnych gospodarstw rolnych, uprawiających łącznie 108 ha ziemi. W tym czasie we wsi był punkt biblioteczny i dwie kuźnie. W 1983 r. we wsi było 11 domów i 65 mieszkańców.